# Енді Рід
Ендрю Метью Рід (англ. Andrew Matthew Reid; нар. 29 липня 1982, Дублін, Ірландія) — ірландський футболіст та тренер, виступав на позиції півзахисника. Розпочав професіональну кар'єру у серпні 1999 року, дебютував за «Ноттінгем Форест» 29 листопада 2000 року в поєдинку проти «Шеффілд Юнайтед». У 2005 році перейшов з «Форест» до «Тоттенгем Готспур», у 2006 році — до «Чарльтон Атлетік», у 2008 році — до «Сандерленда», а в 2011 році — у «Блекпул». У липні 2011 року підписав 2-річну угоду з «Ноттінгем Форест». На міжнародному рівні виступав за національну збірну Ірландії.

## Особисте життя
Народився в районі Крамлін міста Дублін. Відвідував столичну школу на Сіньї Стріт. Належить до великої футбольної родини, оскільки його батько Білл грав за «Сент-Патрікс Атлетік», а його дядько Віктор — за «Шелборн».
Футбольний шлях розпочав у дитячих та юнацьких командах ірландських клубах «Лурдес Селтік» та «Черрі Орчард». Отримав пропозиції від «Манчестер Юнайтед» і «Арсенал», але підписати контракт з «Ноттінгем Форест».
Відкрито повідомив про свої соціалістичні погляди, має тату Че Гевари на лівій руці та татуювання Джеймса Конноллі на правій руці.

## Клубна кар'єра

### «Ноттінгем Форест»
Виступав за молодіжну команду «Черрі Орчард», після чого приєднався до молодіжної академії «Ноттінгем Форест». 
Енді Рід пояснив: «Я обрав Форест багато років тому, оскільки вони дали мені відчути себе бажаним й мали більше часу для мене, коли я був юнком, ніж я відчував в Арсеналі чи Юнайтед». У серпні 1999 року переведений до професіональної команди, а 29 листопада 2000 року у своєму дебютному матчі за першу команду відзначився голом у воротах «Шеффілд Юнайтед». У сезоні 2001/02 років йому не вдалося відзначитися голом, хоча він й зіграв 31 поєдинок.
Зрештою 15 травня 2003 року відзначився голом у програному з рахунком 3:4 (4:5 за сумою двох зустрічей) півфіналу плей-оф Першого дивізіону 2003 року проти «Шеффілд Юнайтед». 27 серпня 2003 року відзначився двома голами в переможному (3:1) матчі проти «Ковентрі Сіті». Після цього відзначився ще 13-ма голами у сезоні 2003/04 років, став найкращим бомбардиром сезону у «Ноттінгем Форест» та потрапив до символічної збірної сезону Першого дивізіону за версією ПФА.
Він подав заявку на трансфер на початку серпня 2004 року, сказавши: «Я відчуваю, що в мене немає іншого вибору, окрім як офіційно заявити про своє бажання покинути клуб». Загалом до відходу з команди відзначився 21-м голом у 144-х матчах у складі «Ноттінгем Форест».

### «Тоттенгем Готспур»
Після тривалих переговорів, які відбувалися протягом більшої частини його останнього сезону в клубі, в останній день січневого трансферного вікна 2005 року завершив свій перехід з «Форест» у «Тоттенгем Готспур». До нього приєднався також Майкл Доусон, за яких разом заплатили 8 мільйонів фунтів. 5 лютого 2005 року дебютував за нову команду у переможному (3:1) матчі проти «Портсмута», а Мартін Йол після завершення матчу зазначив, що «Енді Рід також добре виступив у своєму дебюті, і ви трохи хвилюєтеся на скільки нові гравці впораються з Прем’єр-лігою».
Незважаючи на багатообіцяючий дебют, Ентоні не вдалося відновити форму, яку він демонстрував у «Форесті», тому наступного шансу гравцеві довелося чекати до травня, перш ніж він відзначився дебютним голом за свій новий клуб, наприкінці сезону в переможному (5:1) матчі проти «Астон Вілли». Зіграв у стартовому складі лише в 20-ти з 26-ти матчах, відзначився одним голом за «Тоттенгем», через що один з журналістів назвав його одним із найгірших підписань на січневому трансферному ринку.

### «Чарльтон Атлетік»
У серпні 2006 року за 3 мільйони фунтів приєднався до «Чарльтон Атлетік». 25 листопада 2006 року відзначився своїм першим голом за «Чарльтон» в поєдинку проти «Евертона». За підсумками сезону команда вилетіла в Чемпіоншип. У вересні 2007 року відзначився обома голами в переможному (2:0) поєдинку проти «Норвіч Сіті», реалізував два пенальті за дві хвилини. «Капітан Енді Рід був блискучим, він керував нами увесь вечір», — сказав Алан Пард'ю про його гру того дня. Зіграв 40 матчів та відзначився 9-ма голами у всіх змаганнях протягом двох сезонів за Чарльтон. Форма Енді не залишилася непоміченою, й зрештою гравця продали.

### «Сандерленд»
Наприкінці січня 2008 року, в останній день трансферного вікна, за 5 мільйонів фунтів стерлінгів приєднався до «Сандерленда», з яким підписав контракт на три з половиною роки, завдяки чому повернувся до Прем'єр-ліги. В рамках угоди гравець «Сандерленда» Грег Галфорд выдправився у зворотньому напрямку у шестимісячну оренду. Рід пояснив, що він хотів, щоб «Сандерленд» завойовував эврокубковы мысця, і не буде щасливий від сезону за сезоном, коли клуб буде вилітати.
Дебютував за новий колектив на початку лютого 2008 року проти «Віган Атлетік», в якому вийшовши на заміну на 74-й хвилині та выдзначився результативною передачею на Деріла Мерфі, виконавши передачу зі своєї половини поля, а Деріл відзначився точним ударом з 23-х метрів.
Рід відзначився своїм першим голом за «Сандерленд» наприкінці березня в переможному (2:1) поєдинку проти «Вест Гем Юнайтед». Його удар з льоту на 95-й хвилині приніс «Сандерленду» першу послідовну перемогу в Прем’єр-лізі з грудня 2001 року. Відзначився своїм першим голом у сезоні 2008/09 років ударом головою у переможному матчі проти «Вест-Бромвіч Альбіон» (4:0). Його впевнена гра принесла йому звання гравця матчу. Після цього відзначився першим голом в сезоні у Прем’єр-лізі в переможному (4:1) матчі проти «Галл Сіті», він також виконав навіс, який призвів до автоголу Каміля Заятти, який встановив рахунок 4:1 на користь «Сандерленда».
Наприкінці жовтня 2010 року, після поразки в боротьбі за перше місце приєднався до «Шеффілд Юнайтед» в місячну оренду, а головний тренер «Шеффілда» Гері Спід заявив, що «він має безсумнівну якість Прем'єр-ліги, а отже, гарне доповнення до команди». Дебютував за «Блейдс» через декілька днів, вийшов на заміну у другому таймі проти «Ковентрі Сіті». У середині листопада Рід відзначився своїм першим голом за «Блейдс», завдяки чому приніс команді перемогу з рахунком 1:0 над «Міллволлом». Після двох місяців на Брамалл Лейн Рід дискваліфікований на три матчі після інциденту на Керроу Роуд у поєдинку проти «Норвіча», тому достроково повернувся клубу, якому й належив контракт гравця. Після 9-ти зіграних матчів та 2-х забитих м'ячів залишив Бремолл Лейн.

### «Блекпул»
31 січня 2011 року Рейд приєднався до «Блекпула», з яким підписав контракт до завершення сезону. Докладав максимум зусиль, щоб закріпитися в першій команді, але провів лише п'ять матчів за клуб з Блумфілд Роуд, перш ніж після вильоту «Блекпула» з Прем'єр-ліги наприкінці травня не залишив його вільним агентом.

### Повернення до «Ноттінгем Форест»
1 липня 2011 року «Ноттінгем Форест» оголосив про підписання дворічної угоди з Енді Рідом, який повернувся до клубу, де розпочинав свою кар'єру. Став першим підписанням Стіва Макларена на посаді головного тренера вище вказаного клубу. Після повернення в «Форест» став невід’ємною частиною команди, регулярно відзначвся голами та віддавав результативні передачі. 5 січня 2014 року Біллі Дейвіс повідомив, що підписав контракт на два з половиною роки і залишився в «Ноттінгем Форест» до літа 2016 року.
Незважаючи на те, що клуб завершив чемпіонат сезону 2013/14 року на одинадцятому місці та пропустив декілька матчів через травму, відзначився десятьма голами у тридцяти шести матчах у всіх турнірах. Це призвело до того, що він вдруге названий Гравцем року у «Форест», а також увійшов до складу Команди сезону Чемпіоншипу за версією ПФА.
Будучи постійно присутнім у стартовій складі «Форест» у Чемпіоншипу 2014/15, 14 вересня 2014 року отримав травму на сорок третій хвилині домашнього матчу проти «Дербі Каунті». Не виходив на футбольне поле до 17 серпня 2015 року, коли він повернувся після травми й зіграв за молодіжну (U-21) команду «Форест».
13 березня 2016 року тренера Ріда Дугі Фрідман звільнили з посади наставника першої команди й замінили на тренера Пола Вільямса. Наступного дня Рейд прийняв пропозицію увійти до тренерського штабу, допомоав Вільямсу до завершення сезону 2015/16 років. Незважаючи на те, що він ще не виступав за клуб у вище вказаному сезоні через травму, Енді все ще плекав надії зіграти знову й в інтерв'ю Forest Player HD зазначив: «Я збираюся поєднати це з реабілітацією – мені зробили операцію чотири тижні тому – і я все ще намагаюся повернутися».
У липні 2016 року оголосив про завершення футбольної кар'єри через важку травму.

## Кар'єра в збірній
Один з гравців команди, яка 8 серпня 1998 року виграла Північний кубок U-16, відзначився голом у переможному фінальному поєдинку проти Англії. Він також виступав за молодіжну збірну Ірландії, за яку зіграв 15 матчів та відзначився 4-ма голами, а також за національну збірну Ірландії, за яку провів 27 матчів та відщначився 4-ма голами. 
У національній збірній Ірландії дебютував в переможному (3:0) матчі проти збірної Канади. 18 листопада 2003 року відзначився першим голом на міжнародній арені став влучний штрафний удар із 32 метрів у ворота Болгарії. ЙПершим голом в офіційних турнірах відзначився 18 серпня 2004 року ударом з 23-х метрів у кваліфікації чемпіонату світу проти Кіпру.
Також відзначився втішним голом 17 серпня 2005 року у програному (1:2) товариському матчі проти Італії. 15 листопада 2006 року відкрив рахунок в останній грі перед реконструкцією на Ленсдаун Роуд, у переможному (5:0) матчі проти Сан-Марино. 22 серпня 2007 року віддав результативну передачу Роббі Кіну в переможному (4:0) матчі проти Данії. Енді Рід сказав, що колишнього тренера збірної Ірландії Стіва Стонтона не слід було звільняти. Гравець пояснив: «Я не вірю, що вони повинні були це зробити. Я вважаю, що йому слід було дати більше часу».
Рід потрапив у немилість у попереднього тренера збірної Ірландії Джованні Трапаттоні, оскільки у пари була нічна суперечка в 2008 році в готелі команди у Вісбадені.
Після п’ятирічного вигнання з міжнародного футболу тимчасовий менеджер Ноель Кінг повернув до ірландської збірної на відбіркові матчі проти Німеччини та Казахстану. Ентоні висловив вдячність Кінгу за те, що він повернув його до збірної Ірландії, побоюючись, що нагода зіграти за свою країну більше не випаде. 15 жовтня 2013 року повернувся до збірної Ірландії в переможному (3:1) матчі проти Казахстану у Дубліні, відіграв 75 хвилин, перш ніж його замінив Ейден Макгіді.

## Кар'єра тренера
10 січня 2020 року «Ноттінгем Форест» оголосив, що Ентоні Рід повернувся до клубу на посаду технічного директора команди академії U-23. У вересні 2020 року Кріс Коен залишив посаду головного тренера «Ноттінгем Форест U-23», а 18 січня 2021 року призначений новим головним тренером команди U-23.

## Статистика виступів

### Клубна
| Клуб                       | Сезон             | Ліга              | Ліга  | Ліга | Кубок Англії | Кубок Англії | Кубок ліги | Кубок ліги | Інші  | Інші | Загалом | Загалом |
| Клуб                       | Сезон             | Дивізіон          | Матчі | Голи | Матчі        | Голи         | Матчі      | Голи       | Матчі | Голи | Матчі   | Голи    |
| -------------------------- | ----------------- | ----------------- | ----- | ---- | ------------ | ------------ | ---------- | ---------- | ----- | ---- | ------- | ------- |
| «Ноттінгем Форест»         | 2000–01           | Перший дивізіон   | 14    | 2    | 1            | 0            | 0          | 0          | —     | —    | 15      | 2       |
| «Ноттінгем Форест»         | 2001–02           | Перший дивізіон   | 29    | 0    | 0            | 0            | 2          | 0          | —     | —    | 31      | 0       |
| «Ноттінгем Форест»         | 2002–03           | Перший дивізіон   | 30    | 1    | 1            | 1            | 2          | 0          | 2     | 1    | 35      | 3       |
| «Ноттінгем Форест»         | 2003–04           | Перший дивізіон   | 46    | 13   | 2            | 0            | 3          | 0          | —     | —    | 51      | 13      |
| «Ноттінгем Форест»         | 2004–05           | Чемпіоншип        | 25    | 5    | 2            | 1            | 1          | 1          | —     | —    | 28      | 7       |
| «Ноттінгем Форест»         | Загалом           | Загалом           | 144   | 21   | 6            | 2            | 8          | 1          | 2     | 1    | 160     | 25      |
| «Тоттенгем Готспур»        | 2004–05           | Прем'єр-ліга      | 13    | 1    | —            | —            | —          | —          | —     | —    | 13      | 1       |
| «Тоттенгем Готспур»        | 2005–06           | Прем'єр-ліга      | 13    | 0    | 0            | 0            | 1          | 0          | —     | —    | 14      | 0       |
| «Тоттенгем Готспур»        | Загалом           | Загалом           | 26    | 1    | 0            | 0            | 1          | 0          | —     | —    | 27      | 1       |
| «Чарльтон Атлетік»         | 2006–07           | Прем'єр-ліга      | 16    | 2    | 0            | 0            | 1          | 0          | —     | —    | 17      | 2       |
| «Чарльтон Атлетік»         | 2007–08           | Чемпіоншип        | 22    | 6    | 0            | 0            | 1          | 1          | —     | —    | 23      | 7       |
| «Чарльтон Атлетік»         | Загалом           | Загалом           | 38    | 8    | 0            | 0            | 2          | 1          | —     | —    | 40      | 9       |
| «Сандерленд»               | 2007–08           | Прем'єр-ліга      | 13    | 1    | —            | —            | —          | —          | —     | —    | 13      | 1       |
| «Сандерленд»               | 2008–09           | Прем'єр-ліга      | 32    | 1    | 3            | 0            | 3          | 0          | —     | —    | 38      | 1       |
| «Сандерленд»               | 2009–10           | Прем'єр-ліга      | 21    | 2    | 1            | 0            | 3          | 2          | —     | —    | 25      | 4       |
| «Сандерленд»               | 2010–11           | Прем'єр-ліга      | 2     | 0    | 1            | 0            | 1          | 0          | —     | —    | 4       | 0       |
| «Сандерленд»               | Загалом           | Загалом           | 68    | 4    | 5            | 0            | 7          | 2          | —     | —    | 80      | 6       |
| «Шеффілд Юнайтед» (оренда) | 2010–11           | Чемпіоншип        | 9     | 2    | —            | —            | —          | —          | —     | —    | 9       | 2       |
| «Блекпул»                  | 2010–11           | Прем'єр-ліга      | 5     | 0    | —            | —            | —          | —          | —     | —    | 5       | 0       |
| «Ноттінгем Форест»         | 2011–12           | Чемпіоншип        | 39    | 2    | 2            | 0            | 2          | 0          | —     | —    | 43      | 2       |
| «Ноттінгем Форест»         | 2012–13           | Чемпіоншип        | 42    | 5    | 1            | 0            | 2          | 0          | —     | —    | 45      | 5       |
| «Ноттінгем Форест»         | 2013–14           | Чемпіоншип        | 32    | 9    | 3            | 1            | 1          | 0          | —     | —    | 36      | 10      |
| «Ноттінгем Форест»         | 2014–15           | Чемпіоншип        | 6     | 0    | 0            | 0            | 0          | 0          | —     | —    | 6       | 0       |
| «Ноттінгем Форест»         | 2015–16           | Чемпіоншип        | 0     | 0    | 0            | 0            | 0          | 0          | —     | —    | 0       | 0       |
| «Ноттінгем Форест»         | Загалом           | Загалом           | 119   | 16   | 6            | 1            | 5          | 0          | —     | —    | 130     | 17      |
| Усього за кар'єру          | Усього за кар'єру | Усього за кар'єру | 409   | 52   | 17           | 3            | 23         | 4          | 2     | 1    | 451     | 60      |

1. ↑  Матчі в плей-оф Футбольної ліги

### У збірній

#### По роках
| національна збірна Ірландії |       |      |
| Рік                         | Матчі | Голи |
| 2003                        | 1     | 0    |
| 2004                        | 11    | 2    |
| 2005                        | 7     | 1    |
| 2006                        | 3     | 1    |
| 2007                        | 5     | 0    |
| 2013                        | 2     | 0    |
| Загалом                     | 29    | 4    |

### Забиті м'ячі
Рахунок та результат збірної Ірландії в таблиці подано на першому місці.
| #  | Дата              | Місце                 | Суперник   | Рахунок | Результат | Змагання                            |
| -- | ----------------- | --------------------- | ---------- | ------- | --------- | ----------------------------------- |
| 1. | 18 серпня 2004    | Ленсдаун Роуд, Дублін | Болгарія   | 1–1     | Нічия     | Товариський матч                    |
| 2. | 4 вересня 2004    | Ленсдаун Роуд, Дублін | Кіпр       | 3–0     | Перемога  | кваліфікація чемпіонату світу 2006  |
| 3. | 17 серпня 2005    | Ленсдаун Роуд, Дублін | Італія     | 1–2     | Поразка   | Товариський матч                    |
| 4. | 15 листопада 2006 | Ленсдаун Роуд, Дублін | Сан-Марино | 5–0     | Win       | кваліфікація чемпіонату Європи 2008 |

## Досягнення
юнацька збірна Ірландії (U-16)
- Юнацький чемпіонат Європи з футболу (U-16)
  -  Чемпіон (1): 1998

Індивідуальні
- Команда року за версією ПФА: Перший дивізіон 2003/04[57], Чемпіоншип 2013/14[26]